# Näringsberg

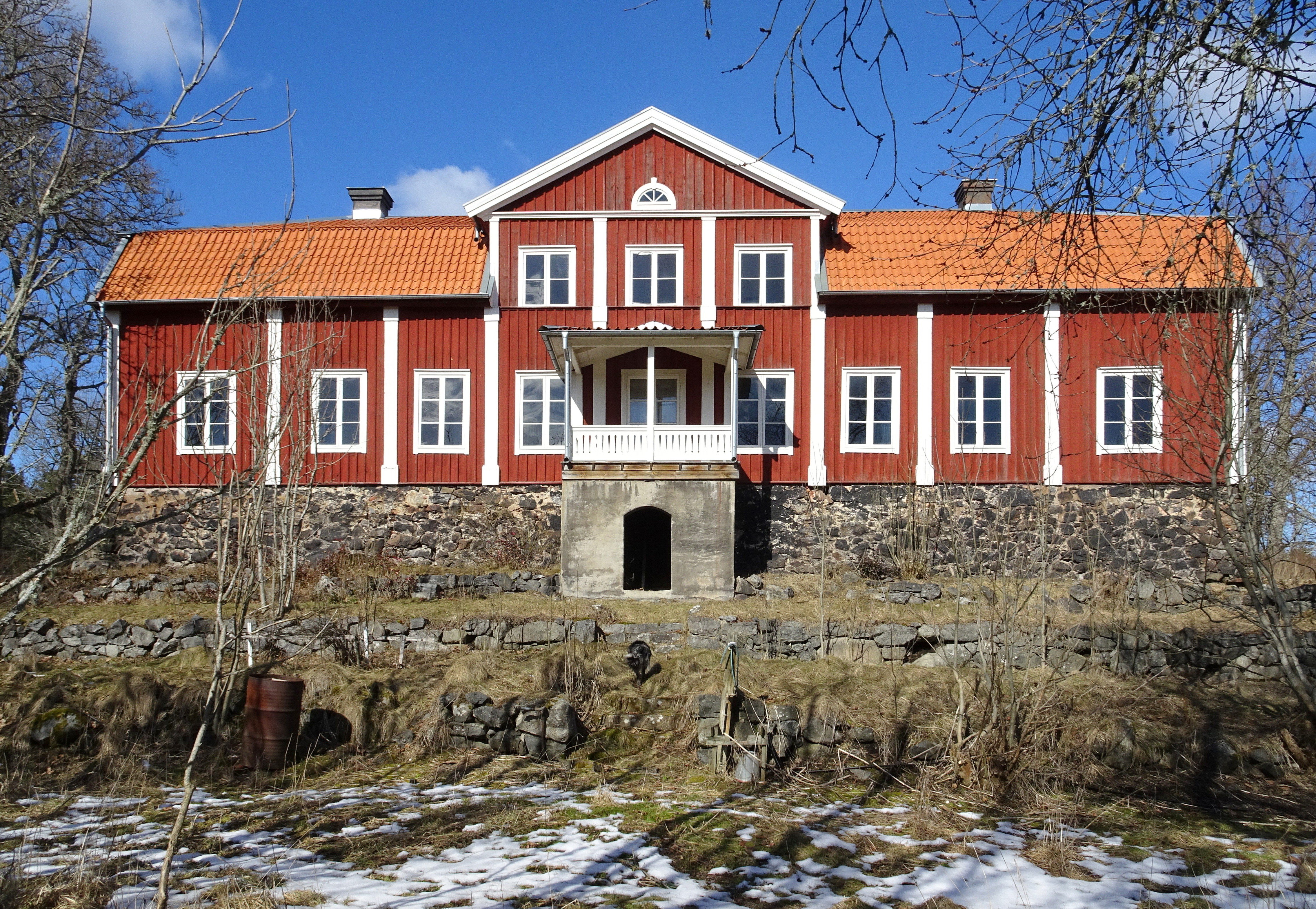
Näringsbergs huvudbyggnad, fasad mot syd, mars 2018.

Näringsberg är en herrgård och ett tidigare fideikommiss i Västerhaninge socken i Haninge kommun, Stockholms län. Näringsberg ligger sedan 1944 inom det militära skyddsområdet för Berga örlogsbas och är obebodd.

## Historia

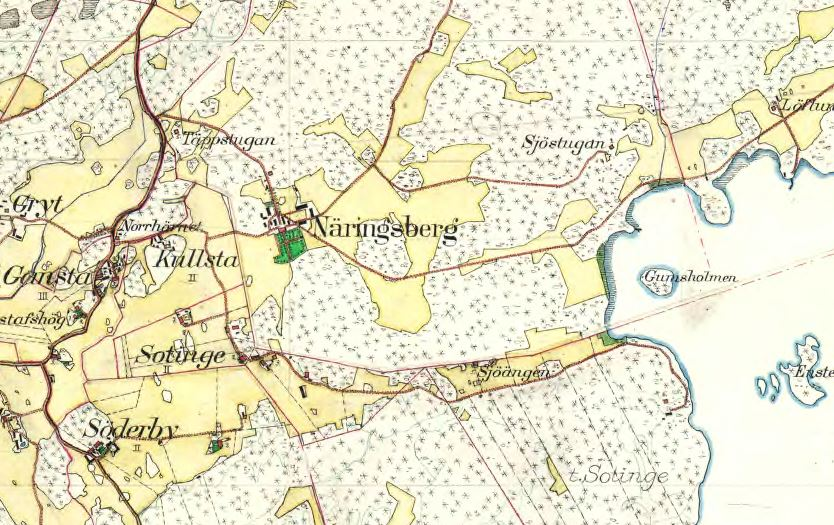
Näringsberg omkring 1900.

Näringsberg tillhörde släkten Gyllenax genom Peder Nilsson Gyllenax (1574-1647) som även var ägare till Rikstens gård i Botkyrka socken och Lundby i Lids socken. Hans son, Peder Pedersson till Riksten och Näringsberg, sålde eller bortbytte egendomen Näringsberg till assessorn Erik Gyldenbring omkring år 1665. 
Olof Törnflycht ägde Näringsberg efter 1686. Han var greve till Nynäs, friherre till Kumla i Tyresö samt herre till Erstavik samt Näringsberg. Greve och riksrådet Henning Adolf Gyllenborg blev ägare 1767. Nästa ägare var justitiekansler Johan Rosir. Hans dotter Ulrika avled på Näringsberg 1832.
Från och med 1850 ägdes Näringsberg av hovmarskalken greven Gustaf Hamilton (1778-1854) i släkten Hamilton. Hans dotter Johanna Margareta (Jeanette) ärvde gården som genom gifte med greve Magnus Albert Stenbock (1800-1871) blev fideikommiss tillsammans med Sundby gård i Ornö socken.

## Näringsberg läggs samman med Berga

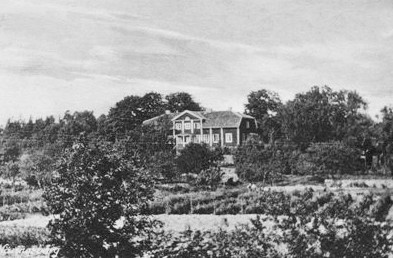
Huvudbyggnaden på ett äldre vykort.

År 1914 förvärvades egendomen Näringsberg av Helge Axelsson Johnson, som två år innan blivit ägare av Berga slott. Hans plan var att skapa en stor jaktpark av båda egendomarna. Näringsberg var då fortfarande fideikommiss för familjen Stenbock, som hade kommit från Amerika för att ta hand om arvegodsen Sundby på Ornö och Näringsberg i Västerhaninge.  Dåvarande fideikommissarien var den då 13-årige Albert Gustaf Hugo. Han var äldste sonen till greven Albert Gustaf Stenbock som avled 1904 genom drunkning utanför Ornö. Förmyndare blev änkegrevinnan Rose Stenbock.
Köpet av Näringsberg komplicerades eftersom det fortfarande var fideikommiss som måste upplösas först. Släkten Stenbock accepterade köpet, därefter godkände Kungl. maj:t försäljningen. Köpet avvecklades via bulvan, och köpeskillingen blev 121 485 kronor. 
Helge Axelsson Johnsons avled 1941 och 1944 såldes Näringsberg och Berga till svenska staten och stora delar av marken övertogs av svenska försvaret. Området kring Näringsberg är ännu i svenska marinens bruk och fungerar som övnings- och skjutfält. Huvudbyggnaden med sina båda fristående flyglar står för närvarande (2018) tomma. 
Corps de logi är ett panelat och rödmålat trähus i en våning under ett brutet och valmat sadeltak. Fasaderna mot norr och söder accentueras av en frontespis med tre fönster. Byggnaden uppfördes troligen på 1700-talet och renoverades utvändigt på 2000-talet av nuvarande ägaren, Fortifikationsförvaltningen. Efter den stora ladugården som byggdes i början av 1900-talet under Axelsson Johnson tid återstår enbart grunden och de båda uppfartsramperna.

## Nutida bilder

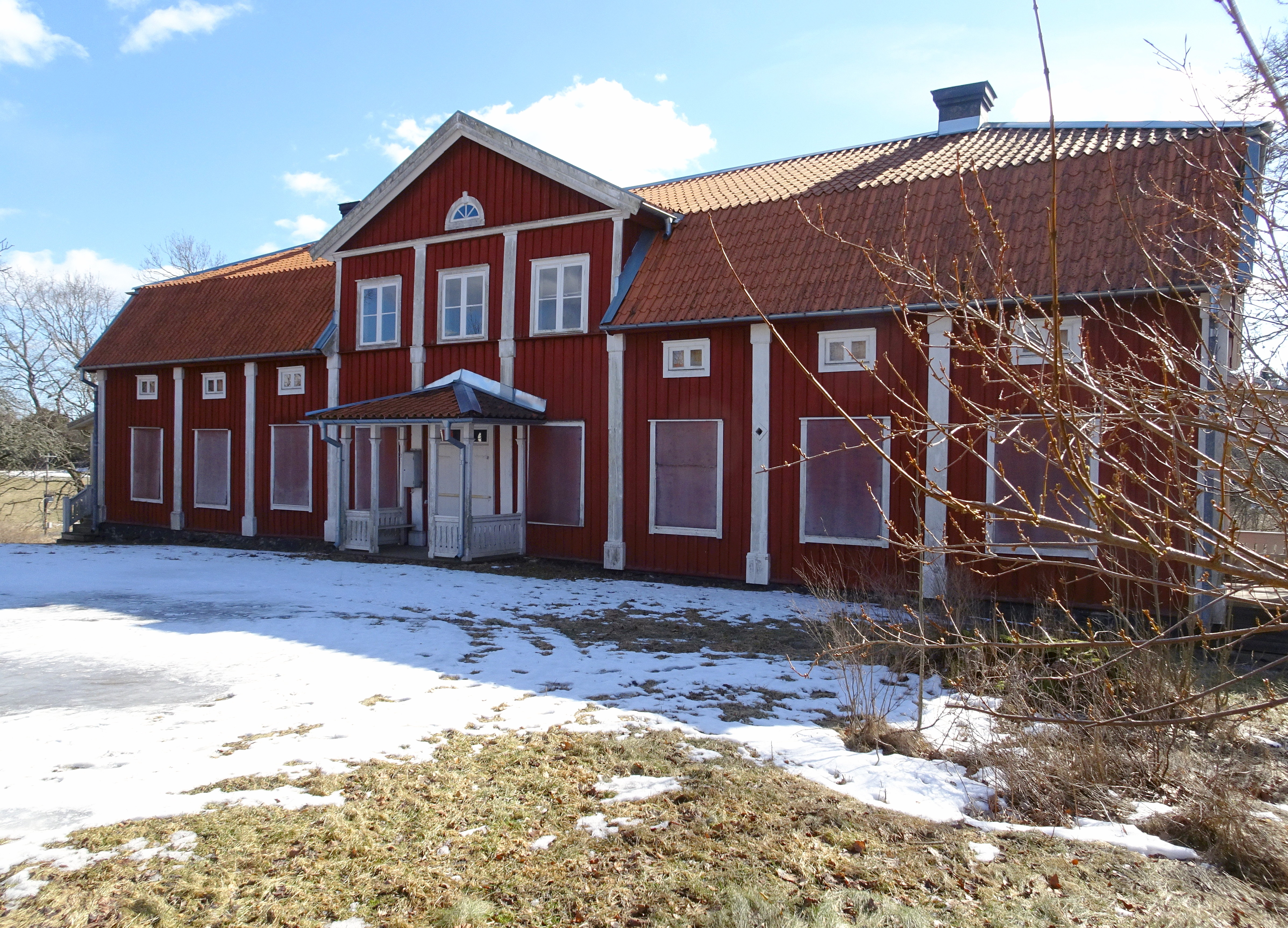
Huvudbyggnad, entrésidan.
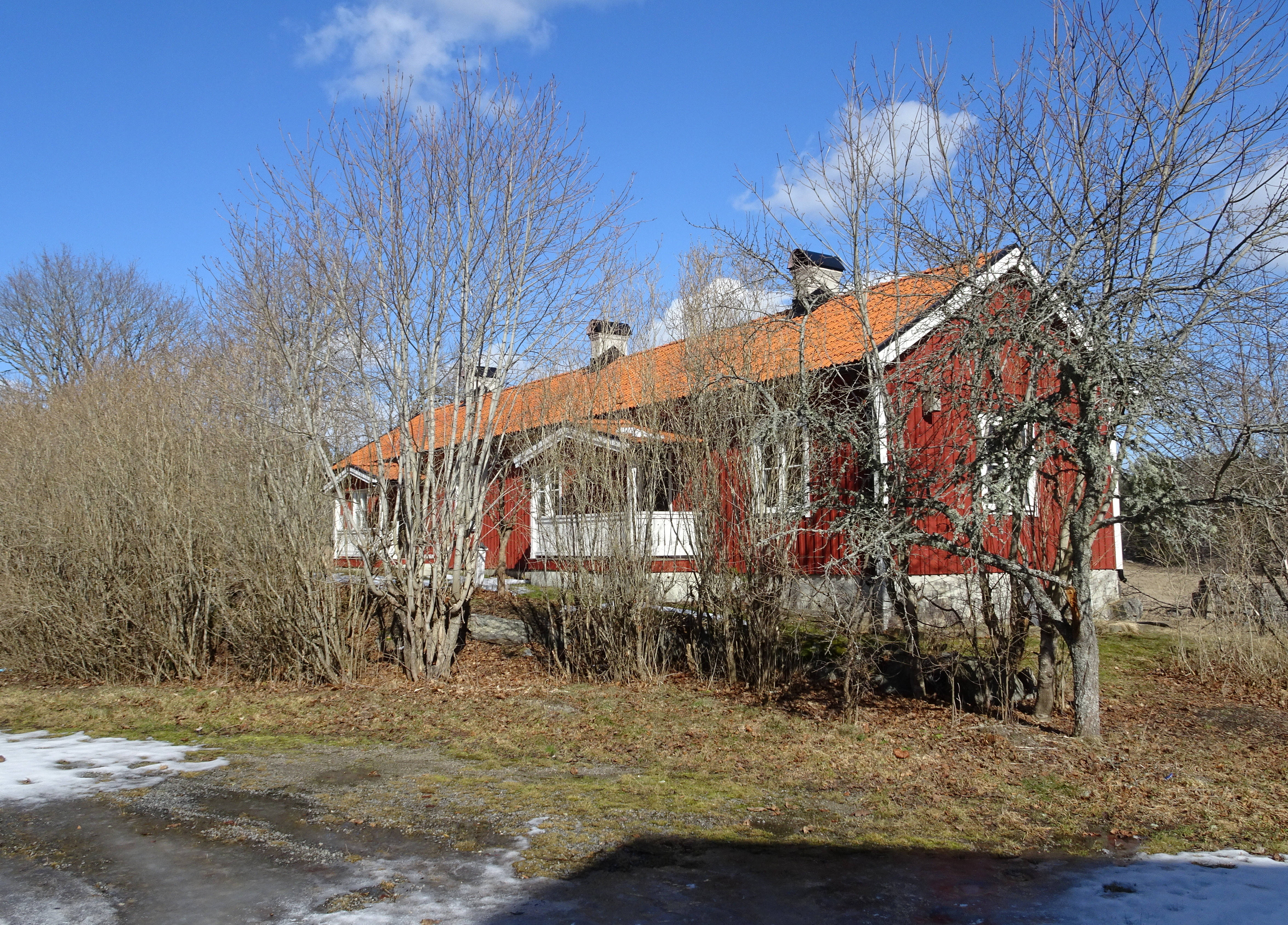
Östra flygeln.
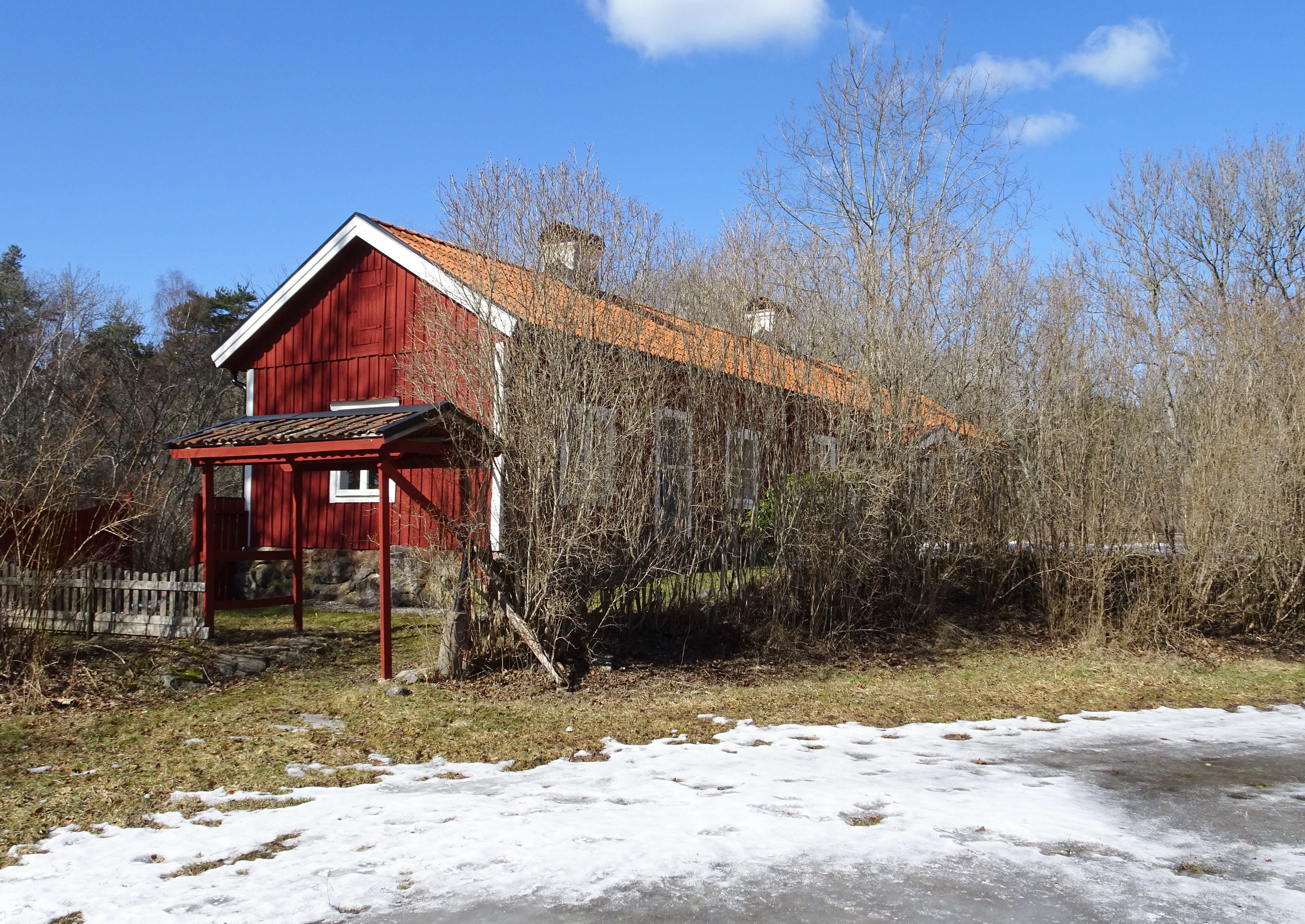
Västra flygeln.
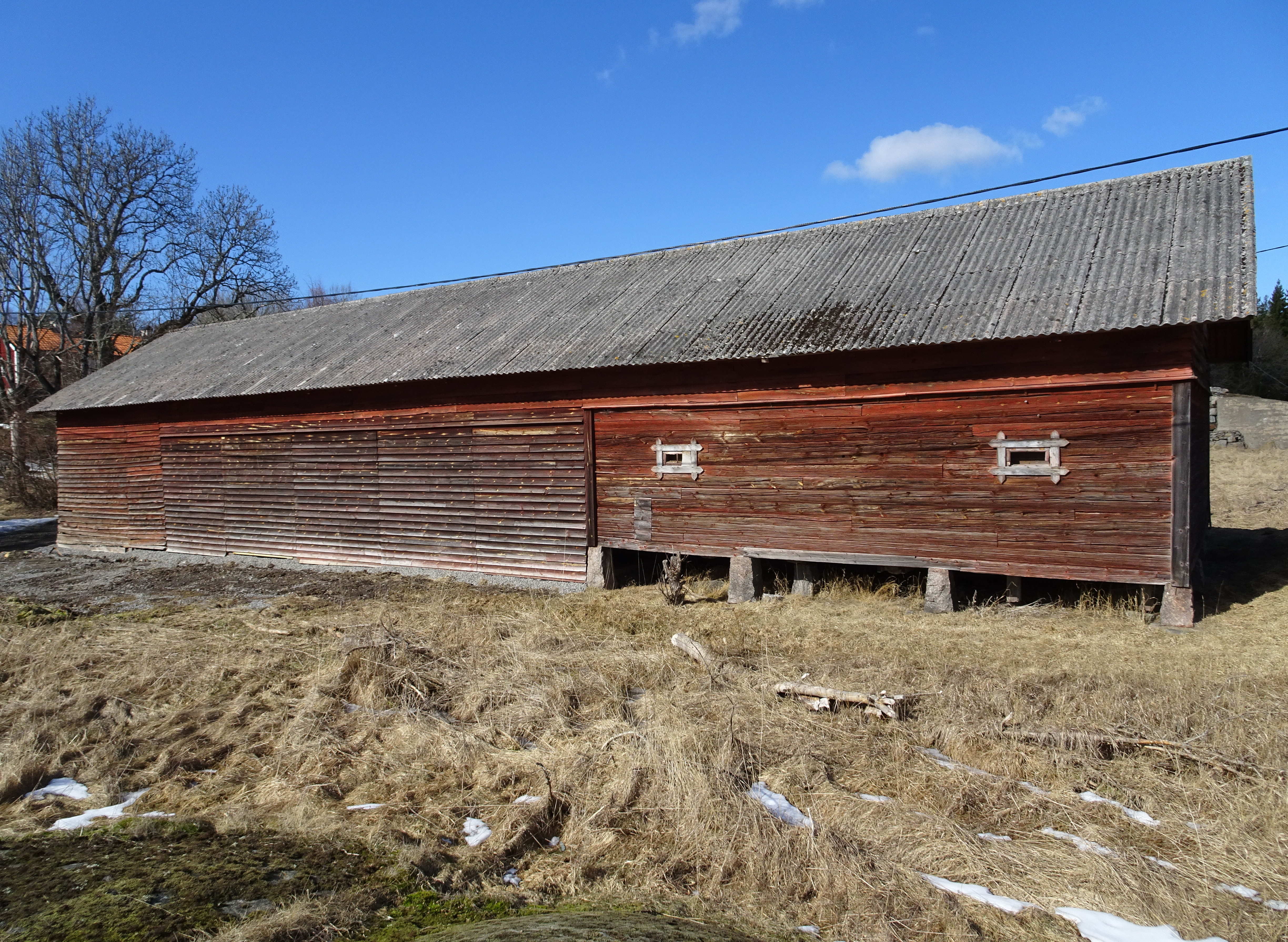
Ekonomibyggnad.
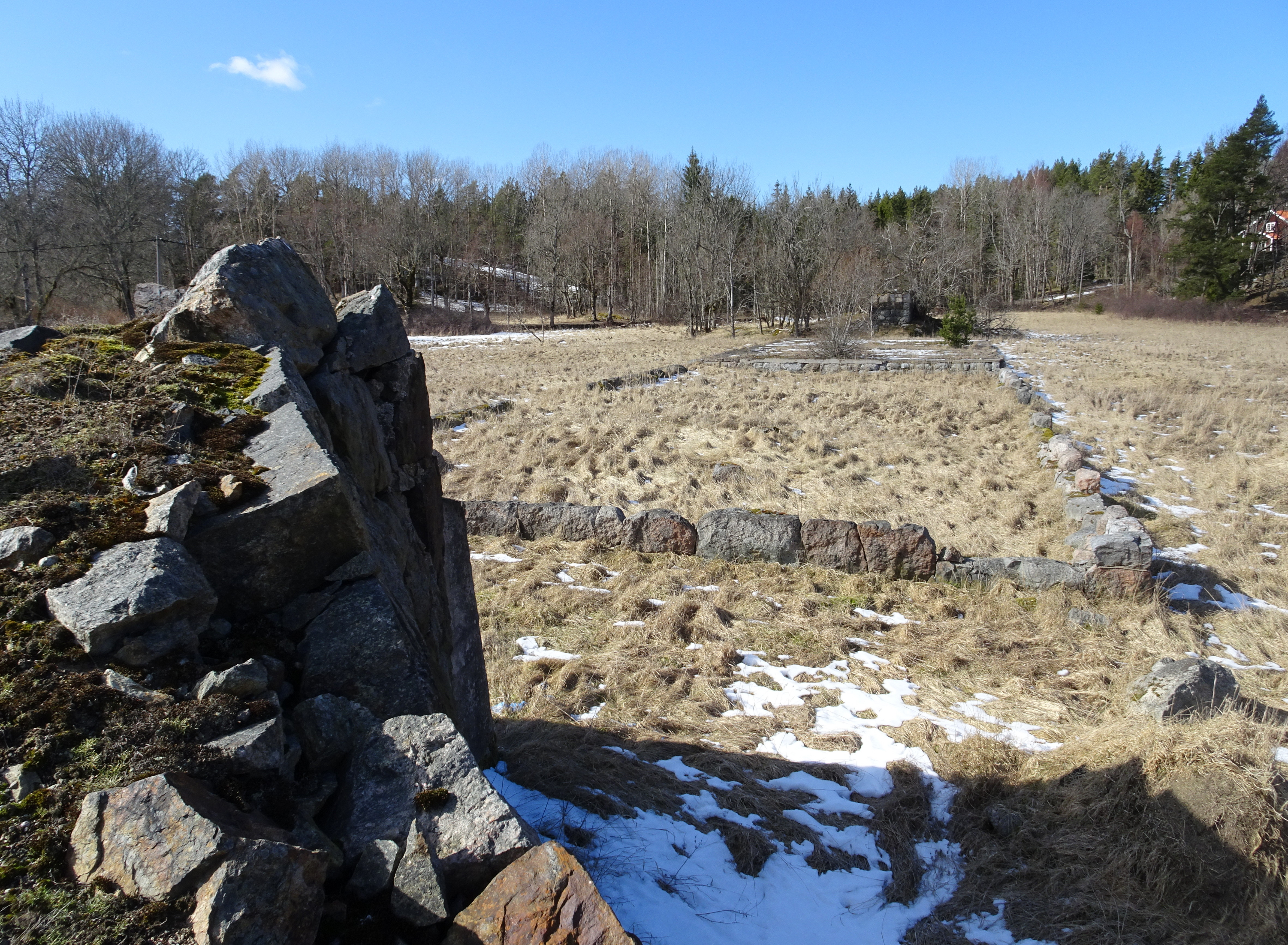
Grunden efter stora ladan.